# 신한투자증권
신한투자증권 주식회사(新韓投資證券, Shinhan Securities)는 신한금융그룹에 속해 있는 증권회사이다. 전국 65개 지점 및 1개 영업소, 4개 해외현지법인과 중국 상해 사무소 등이 있다.

## 연혁
- 1973년 효성증권 설립
- 1983년 쌍용투자증권으로 사명 변경
- 1999년 굿모닝증권으로 사명 변경
- 2002년 4월 신한금융지주에서 굿모닝증권 인수
- 2002년 8월 굿모닝증권과 신한증권의 합병으로 굿모닝신한증권 출범
- 2009년 9월 신한금융투자로 사명 변경
- 2016년 2월 신한금융투자 베트남(구 남안증권) 출범
- 2016년 7월 신한금융투자 인도네시아(구 마킨타증권) 출범
- 2017년 3월 자기자본 3조 달성으로 금융투자사업자 지정
- 2022년 10월 1일 신한투자증권으로 사명 변경

## 같이 보기
- 신한금융지주